# (5060) Yoneta
(5060) Yoneta (1988 BO5) – planetoida z grupy pasa głównego asteroid okrążająca Słońce w ciągu 4,23 lat w średniej odległości 2,61 j.a. Odkryta 24 stycznia 1988 roku.